# Liborina
Liborina es un municipio de Colombia, localizado en la subregión Occidente del departamento de Antioquia. Limita por el norte con los municipios de Sabanalarga, San Andrés de Cuerquia y San José de la Montaña; por el este con los municipios de San José de la Montaña y Belmira, por el sur con el municipio de Santa Fe de Antioquia y Olaya, y por el oeste con el municipio de Buriticá. Su cabecera dista 80 kilómetros vía Sopetrán y 77 kilómetros vía Santa Fe de Antioquia (sólo motocicletas), de la ciudad de Medellín, capital del departamento de Antioquia. Tiene una extensión de 217 kilómetros cuadrados.
Se comunica por carretera con los municipios de Sabanalarga, San José de la Montaña, Belmira, Olaya y Buriticá.

## Toponimia
Liborina, para honrar la memoria del expresidente de Colombia Liborio Mejía, héroe de la independencia de estas tierras.

## Geografía
La principal fuente hídrica es la quebrada Juan García que recorre el municipio en dirección NE-SO; en tiempos antiguos se denominó Nutabe o Tajami. Existen dos versiones sobre la procedencia de su actual nombre: la primera y más probable es en honor al capitán español mencionado anteriormente y la segunda se debe a un criminal llamado Juan García que en el último intento de evadir a las autoridades tras una persecución, se arrojó al torrente del río Cauca en la desembocadura de la quebrada logrando escapar.
Conforman la cuenca hidrográfica de la Juan García, entre otras, las quebradas de La Pava, El Volador, La Peñola, La Porquera y la Juan Barriga.
Es la tierra del fríjol liborino, que le ha dado renombre al municipio y que tiene incluso, cada noviembre, fiestas en su honor. Entre las montañas, es un destino de tierra caliente, que se matiza gratamente por la frescura de sus quebradas y la sombra de sus árboles.

## Generalidades
- Fundación, 7 de marzo de 1832
- Erección en municipio, 1833
- Fundadores: Vicente Londoño, Jorge Martínez y Rafael Pajón[3]
- Apelativo: "Pueblo de Plazas".

## División Político-Administrativa
Además de su Cabecera municipal. Liborina tiene bajo su jurisdicción los siguientes corregimientos (de acuerdo a la Gerencia departamental):
- El Carmen de la Venta
- La Honda

- La Merced del Playón

- San Diego

## Historia
Las tierras que hoy componen este municipio estuvieron habitadas al momento de la conquista por comunidades Nutabes y Tahamíes, que se defendieron furiosamente de los invasores españoles.
Tras la llegada de los ibéricos y la derrota de los indígenas no sucedió allí nada de mayor importancia histórica. Se sabe que por 1541, Jorge Robledo pasó con sus demás conquistadores por la comarca pero siguieron de paso.
Las tierras de Liborina fueron capituladas a don Francisco López de Rue en el año de 1582, posteriormente éste las vendió a Francisco Arce y este último las vendió a un capitán español de nombre Juan García de Ordaz y Mancilla, dueño también de los territorios de Sacaojal (Olaya), quien en el año 1628 recibió otra adjudicación de tierras dadas por el gobernador Juan Clemente de Chávez. Algunos de los parajes de esta circunscripción todavía llevan el nombre de Juan García.
Liborina se fundó el 7 de marzo de 1832, el 25 de septiembre del mismo año se realizaron los trámites para la creación de la parroquia y su escisión de Sacaojal. Fue erigido municipio en el año de 1833, cuando el entonces gobernador de Antioquia Juan de Dios Aranzazu, ordenó la creación del municipio en los terrenos del actual Liborina.
Don Vicente Londoño, uno de los fundadores del municipio, fue el primer alcalde y el primer comisario, con sus propios recursos económicos contribuyó a la construcción de casas y la feria de mercado. El primer cura fue el presbítero Manuel Tirado Villa.

## Demografía
Población Total: 10 028 hab. (2018)
- Población Urbana: 2 296
- Población Rural: 7 732

Alfabetismo: 85,6% (2005)
- Zona urbana: 90,6%
- Zona rural: 84,4%

### Etnografía
Según las cifras presentadas por el DANE del censo 2005, la composición etnográfica del municipio es:
- Mestizos & Blancos (92,8%)
- Afrocolombianos (7,1%)
- Indígenas (0,1%)

## Economía
- Agricultura: café, fríjol, caña de azúcar, panela, maíz, banano, hortalizas y frutales. Al distrito lo ha hecho famoso una variedad especial de fríjol desarrollada en la región, el Fríjol Liborino
- Ganadería de engorde y leche
- Minería
- Artesanías: Producción de zapatos y zurriagos.
- Turismo

## Hidroituango
Liborina será uno de los municipios en cuya jurisdicción se desarrollará el proyecto hidroeléctrico Hidroituango, previsto para el año 2018. El embalse anegará parte de sus tierras en el margen derecho del río Cauca.
Adicionalmente, en este municipio se tiene previsto desarrollar proyectos de pequeñas centrales hidroeléctricas (PCH). Inicialmente se construirá la PCH Liborina 1 para la generación de energía eléctrica, con una capacidad instalada de 4.9 MW, la cual captará las aguas de la quebrada Juan García mediante una presa pequeña, una conducción y una casa de máquinas, las obras estarán localizadas en el corregimiento de San Diego.

## Fiestas
- Fiesta de San Lorenzo, 10 de agosto.
- Fiesta del Fríjol en noviembre.
- Semana Santa en marzo o abril.

## Sitios de interés
- San Diego:

Patrimonio natural:
- La Merced del Playón: Pueblo de calles coloniales y rodeado de un hermoso paisaje.
- Rio Cauca: Símbolo de occidente Antioqueño.

## Personas destacadas
Nacidos en Liborina Antioquia:
- Víctor Gaviria (Director de cine y guionista)